# Mns Blang Sukon
Mns Blang Sukon is een bestuurslaag in het regentschap Pidie Jaya van de provincie Atjeh, Indonesië. Mns Blang Sukon telt 1198 inwoners (volkstelling 2010).